# Lithothamnion heteromorphum
Lithothamnion heteromorphum (Foslie) Foslie, 1907  é o nome botânico  de uma espécie de algas vermelhas  pluricelulares do gênero Lithothamnion, subfamília Melobesioideae.
- São algas marinhas encontradas no Brasil.

## Sinonímia
- Lithothamnion brasilense f. heteromorpha  Foslie, 1900